# 2455 Somville
A 2455 Somville (ideiglenes jelöléssel 1950 TO4) a Naprendszer kisbolygóövében található aszteroida. Sylvain Julien Victor Arend fedezte fel 1950. október 5-én.